# Edward Boyd
Edward „Eddie“ Boyd (* 11. Mai 1916 in Stevenston, North Ayrshire, Schottland; † 17. Dezember 1989 in Glasgow) war ein schottischer Krimiautor und Drehbuchautor für Filme, Fernsehserien und Hörspiele.

## Leben
Er schrieb viele Serien für BBC Scotland und Granada Television sowie zahlreiche Hörspiele für den Rundfunk.
1967 bekam Boyd zusammen mit Peter Yates und George Markstein die Auszeichnung der Writers’ Guild of Great Britain (WGGB) für Bestes Original-Drehbuch für den Film Millionen-Raub (Robbery). 1971 wurde er ebenfalls von der WGGB mit dem Preis für die Beste Radioserie (Best British Radio Features Script) geehrt.

## Dachse im Eulenlicht oder Die Suche des Peter Talion
Dachse im Eulenlicht oder Die Suche des Peter Talion ist eines der bekanntesten Hörspiele von Boyd. Es ist ein Dreiteiler, der vom Südwestfunk produziert wurde.
Peter Talion schleust sich in eine schottische Landkommune ein, die im alten Balphinn-House lebt. Er ist auf der Jagd nach dem Mörder seines Bruders und wird Zeuge, wie sich die alternative Wohngemeinschaft gegen den Zorn aufgebrachter Dorfbewohner wehren muss. Aber auch die Suche entwickelt sich ganz anders, als Peter es sich gedacht hatte.
Seine besondere Spannung bezieht der Krimi zum einen aus der prägnanten Stimme von Christian Brückner, der die erzählende Titelfigur mit vokalen Nuancen spricht. Zum anderen sind alle gesprochenen Szenen mit Musik einer akustischen Gitarre hinterlegt, die durch ihre ständigen Variationen nur weniger Akkorde für hypnotische Atmosphäre und steigende Spannung sorgt.
Regie führte Heiner Schmidt, die Sprecher der Hauptfiguren waren Christian Brückner, Manfred Zapatka, Friedhelm Scheele, Dieter Zimmer, Heidemarie Rohweder, Jochen Busse, Lana Löber, Ilka Höttger, Karin Schroeder, Wolfgang Büttner, Antje Hagen, Manfred Georg Herrmann, Hans Röhr, Wolfgang Reinsch, Jürgen Andreas und Ernst Jacobi.

## Filmografie (Auswahl)
als Drehbuchautor
- 1954: Crime on Our Hands (Fernsehserie, 6 Episoden)
- 1960–63: The Odd Man (Fernsehserie, 32 Episoden)
- 1962: Saki (Fernseh-Miniserie, 8 Episoden)
- 1966: The Corridor People (Fernsehserie, 4 Episoden)
- 1966–67: The Dark Number (Fernsehserie, 5 Episoden)
- 1967: Millionen-Raub (Robbery)
- 1967–68: The Wednesday Play (Fernsehserie, 2 Episoden)
- 1970: Confession (Fernsehserie, 1 Episode)
- 1970: Menace (Fernsehserie, 1 Episode)
- 1971: Paul Temple (Fernsehserie, 1 Episode)
- 1972: Late Night Theatre (Fernsehserie, 1 Episode)
- 1971–73: The View from Daniel Pike (Fernsehserie, 6 Episoden)
- 1976: Crown Court (Fernsehserie, 2 Episoden)
- 1977: The XYY Man (Fernsehserie, 3 Episoden)
- 1978: Huntingtower (Fernsehserie, 6 Episoden)
- 1981: Strangers (Fernsehserie, 2 Episoden)
- 1982: Badger by Owl-Light (Fernsehserie, 3 Episoden)
- 1982: The Chinese Detective (Fernsehserie, 2 Episoden)

## Hörspiele (Auswahl)
| Jahr | Deutscher Titel                                      | Anzahl und Dauer der Einzelteile                     | Regie                | Bemerkungen                    |
| ---- | ---------------------------------------------------- | ---------------------------------------------------- | -------------------- | ------------------------------ |
| 1969 | Fünf Finger machen eine Hand                         | 56, 54 und 52 Min (alternativ 40, 45, 42 und 38 Min) | Heiner Schmidt       | Steve Gardiner-Trilogie II *   |
| 1970 | Die schwarze Kerze                                   | 57, 57 und 59 Min                                    | Gustav Burmester     | WDR, Steve Gardiner-Trilogie I |
| 1971 | Kein Mann steigt zweimal in denselben Fluß           | 52, 54 und 54 Min                                    | Heiner Schmidt       | *                              |
| 1972 | Schwarz wird stets gemalt der Teufel                 | 52, 48 und 47 Min                                    | Heiner Schmidt       | Steve Gardiner-Trilogie III *  |
| 1975 | Dachse im Eulenlicht oder Die Suche des Peter Talion | 34, 36 und 39 Min                                    | Heiner Schmidt       | *                              |
| 1976 | Wer fürchtet sich vorm schwarzen Mann?               | 6 Teile, zu je 30 Min                                | Ferry Bauer          |                                |
| 1986 | Bullivants Match oder Brachvogel im Herbst           | 50, 49 und 53 Min                                    | Peter Michel Ladiges | *                              |
| 1989 | Spanische Schlösser                                  | 44, 49 und 52 Min                                    | Bernd Lau            | *                              |

In Deutschland wurden die mit * gekennzeichneten Hörspiele von Hubert von Bechtolsheim und Marianne de Barde ins Deutsche übertragen und vom damaligen Südwestfunk (heute SWR) als Hörspiele inszeniert. Seit 2016 sind alle Hörspiele als MP3-CD und als Download erhältlich.
Die österreichische Produktion wurde vom ORF-Landesstudio Oberösterreich produziert. Angaben zur Übersetzung liegen nicht vor.

## Auszeichnungen
- 1967: Best British Original Screenplay bei den WGGB Awards für Robbery
- 1971: Best British Radio Features Script bei den WGGB Awards für The Wolf Far Hence